# Merguny
Merguny (niem. Marguhnen) – wieś w Polsce położona w województwie warmińsko-mazurskim, w powiecie bartoszyckim, w gminie Bartoszyce.
W latach 1975–1998 miejscowość administracyjnie należała do województwa olsztyńskiego.
W 1978 roku we wsi było 7 indywidualnych gospodarstw rolnych, gospodarujących łącznie na 68 ha, ulica miała elektryczne oświetlenie. W 1983 roku we wsi było 8 domów (10 mieszkań) z 39 mieszkańcami.